# 阿斯科
阿斯科，是西班牙加泰罗尼亚塔拉戈纳省的一个市镇。总面积74平方公里，总人口1617人（2001年），人口密度22人/平方公里。